# U.S. National Championships 1950
Gli U.S. National Championships 1950 (conosciuti oggi come US Open) sono stati la 69ª edizione degli U.S. National Championships e quarta prova stagionale dello Slam per il 1950. I tornei di singolare e doppio misto si sono disputati al West Side Tennis Club nel quartiere di Forest Hills di New York, quelli di doppio maschile e femminile al Longwood Cricket Club di Chestnut Hill, negli Stati Uniti.
Il singolare maschile è stato vinto dallo statunitense Art Larsen, che si è imposto sul connazionale Herb Flam in cinque set col punteggio di 6–3, 4–6, 5–7, 6–4, 6–3. Il singolare femminile è stato vinto dalla statunitense Margaret Osborne duPont, che ha battuto in finale la connazionale Doris Hart. Nel doppio maschile si sono imposti John Bromwich e Frank Sedgman. Nel doppio femminile hanno trionfato Louise Brough e Margaret Osborne. Nel doppio misto la vittoria è andata a Margaret Osborne duPont, in coppia con Ken McGregor.

## Seniors

### Singolare maschile
Art Larsen ha battuto in finale  Herb Flam con il punteggio di 6–3, 4–6, 5–7, 6–4, 6–3.

### Singolare femminile
Margaret Osborne duPont ha battuto in finale  Doris Hart con il punteggio di 6–4, 6–3.

### Doppio maschile
John Bromwich /  Frank Sedgman hanno battuto in finale  Bill Talbert /  Gardnar Mulloy con il punteggio di 7–5, 8–6, 3–6, 6–1.

### Doppio femminile
Louise Brough /  Margaret Osborne hanno battuto in finale  Shirley Fry /  Doris Hart con il punteggio di 6–2, 6–3.

### Doppio misto
Margaret Osborne duPont /  Ken McGregor hanno battuto in finale  Doris Hart /  Frank Sedgman con il punteggio di 6–4, 3–6, 6–3.